# Lars Sullivan
Dylan Miley, meglio conosciuto con il ring name Lars Sullivan (Westminster, 6 luglio 1988), è un ex wrestler statunitense.

## Carriera
Dylan Miley si è unito alla World Wrestling Entertainment nell'ottobre del 2014, venendo inizialmente inviato nella palestra del Performance Center. Successivamente Miley ha fatto il suo debutto durante i WrestleMania Axxess prima di WrestleMania 31, il 29 marzo 2015, sconfiggendo Marcus Louis. In seguito Miley ha fatto sporadiche apparizione durante i Live event di NXT, territorio di sviluppo della WWE. Miley ha fatto il suo debutto televisivo nella puntata di NXT del 12 aprile 2017 dove, insieme a Michael Blais, è stato sconfitto dai #DIY (Johnny Gargano e Tommaso Ciampa); nel post match Miley ha brutalmente attaccato il suo compagno Blais. Nel maggio del 2017 Miley ha adottato il ringname Lars Sullivan e ha continuato ripetutamente ad attaccare i suoi vari compagni di team a seguito delle loro sconfitte. Nella puntata di NXT del 16 agosto Sullivan e Chris Silvio sono stati sconfitti dagli Street Profits (Angelo Dawkins e Montez Ford), e nel post match Sullivan ha brutalmente attaccato Silvio. Nella puntata di NXT del 23 agosto Sullivan avrebbe dovuto affrontare No Way Jose ma l'incontro non è avvenuto a causa dell'attacco dello stesso Sullivan ai danni di Jose durante la sua entrata. Nella puntata di NXT del 6 settembre Sullivan ha sconfitto tre jobber locali in un 3-on-1 Handicap match. Nella puntata di NXT del 20 settembre Sullivan ha sconfitto facilmente No Way Jose. Nella puntata di NXT del 27 settembre Sullivan ha sconfitto Oney Lorcan. Nella puntata di NXT dell'11 ottobre Sullivan ha sconfitto Danny Burch. Nella puntata di NXT del 15 novembre Sullivan ha sconfitto Raul Mendoza. Il 18 novembre, a NXT TakeOver: WarGames, Sullivan ha fatto il suo debutto in pay-per-view sconfiggendo Kassius Ohno. Nella puntata di NXT del 20 dicembre Sullivan ha sconfitto Roderick Strong, guadagnando l'accesso ad un Fatal 4-Way match per determinare il contendente n°1 all'NXT Championship di Andrade "Cien" Almas. Nella puntata di NXT del 27 dicembre Sullivan ha partecipato a tale Fatal 4-Way match insieme a Aleister Black, Killian Dain e Johnny Gargano ma il match è stato vinto da quest'ultimo. Nella puntata di NXT del 10 gennaio 2018 Sullivan ha sconfitto Lio Rush. Dopo essere stato assente per un leggero infortunio, Sullivan è tornato nella puntata di NXT del 28 marzo dove ha sconfitto il jobber John Silver. Nella puntata di NXT del 4 aprile il match tra Sullivan e Killian Dain è terminato in no-contest a causa dell'entrata sul ring di Adam Cole, EC3, Ricochet e Velveteen Dream. Il 7 aprile, a NXT TakeOver: New Orleans, Sullivan ha partecipato ad un Ladder match per l'assegnazione dell'NXT North American Championship che includeva anche Adam Cole, EC3, Killian Dain, Ricochet e Velveteen Dream ma il match è stato vinto da Cole. Nella puntata di NXT del 18 aprile Sullivan è stato sconfitto da Killian Dain in un No Disqualification match. Nella puntata di NXT del 22 maggio Sullivan ha sconfitto Ricochet e Velveteen Dream in un 2-on-1 Handicap match. Il 16 giugno, a NXT TakeOver: Chicago II, Sullivan ha affrontato Aleister Black per l'NXT Championship ma è stato sconfitto. Nella puntata di NXT del 28 novembre Sullivan ha sconfitto Keith Lee.
A partire dalle Survivor Series (evento che si è svolto il 18 novembre 2018), la WWE ha iniziato a mandare in onda dei video circa il debutto di Sullivan nel roster principale (non specificando se a Raw o a SmackDown). Tale debutto è avvenuto nella puntata di Raw dell'8 aprile 2019, dove Sullivan ha fatto la sua prima apparizione nel roster principale attaccando il WWE Hall of Famer Kurt Angle. Nella puntata di SmackDown del 9 aprile Sullivan ha attaccato gli Hardy Boyz (Jeff Hardy e Matt Hardy) dopo che questi avevano appena conquistato lo SmackDown Tag Team Championship. Con lo Shake-up del 15 aprile 2019 Sullivan è diventato ufficialmente un lottatore del roster di Raw, inoltre, quella stessa sera, Sullivan ha attaccato Rey Mysterio. La sera dopo, per l'effetto dello Shake-up, Sullivan è passato al roster di SmackDown; quella stessa sera, Sullivan ha attaccato brutalmente R-Truth. Nella puntata di SmackDown del 23 aprile Sullivan ha attaccato Chad Gable (prima che il match contro Jinder Mahal iniziasse) e i Singh Brothers (Samir Singh e Sunil Singh), i manager di Mahal. Nella puntata di SmackDown del 30 aprile Sullivan ha brutalmente attaccato Matt Hardy e in seguito, sopraggiunto R-Truth, ha attaccato anche quest'ultimo, respingendolo senza problemi. Il 19 maggio, a Money in the Bank, Sullivan è apparso sullo stage ed è stato attaccato dai Lucha House Party (Gran Metalik, Kalisto e Lince Dorado) (appartenenti al roster di Raw), riuscendo a respingerli. Il 7 giugno, a Super ShowDown, Sullivan ha sconfitto i Lucha House Party in un 3-on-1 Handicap match per squalifica. Nella puntata di Raw del 10 giugno Sullivan ha sconfitto i Lucha House Party in un 3-on-1 Handicap Elimination match. Successivamente, Sullivan ha riportato un infortunio al ginocchio che lo terrà fuori dalle scene per un periodo imprecisato.
Sullivan è tornato, dopo una lunga assenza, nella puntata di SmackDown del 9 ottobre 2020 dove ha attaccato Jeff Hardy, Matt Riddle e The Miz al termine di un match di coppia. Nella puntata di Raw del 12 ottobre Sullivan è apparso per attaccare John Morrison e The Miz durante il Miz TV. Nella puntata di SmackDown del 16 ottobre Sullivan ha sconfitto Jeff Hardy (appartenente al roster di Raw). Nella puntata di SmackDown del 23 ottobre Sullivan ha sconfitto senza troppa difficoltà Shorty G.
Il 2 febbraio 2021, dopo diversi mesi di inattività, è stato licenziato.
Successivamente sono iniziate a circolare notizie sui reali motivi del ritiro di Miley: il wrestler soffriva di forti attacchi d'ansia che gli impedivano di esibirsi con regolarità, tutto questo a causa del passato difficile durante la sua infanzia dove veniva spesso escluso e discriminato. Col passare dei mesi sono stati resi pubblici alcuni commenti del lottatore su Facebook e Instagram, dove si è lasciato andare, oltre a pesanti insulti contro Stephanie McMahon, a dichiarazioni omofobe, razziste e sessiste, per quanto riguarda l'omofobia la notizia che ha fatto maggiormente scandalo facendo infuriare la comunità LGBT è stata la rivelazione della partecipazione di Miley a diversi film per adulti gay, con il lottatore del Colorado accusato di incoerenza nelle sue dichiarazioni, anche questo fatto sembra essere collegato ai suoi attacchi di ansia. Nel 2024 Miley è tornato al centro delle cronache per aver pedinato, minacciato e insultato la titolare di una SPA, che ha denunciato l'accaduto online affermando quanto il lottatore sia frustrato per la sua infruttuosa carriera nel mondo dello sport, con la sua insoddisfazione che lo porta a questi violenti sfoghi.

## Personaggio

### Mosse finali
- Waist-lift side slam

### Soprannomi
- "Freak"
- "Humungous Hominid"
- "Leviathan"

### Musiche d'ingresso
- Freak dei CFO$
- Freak V2 dei CFO$

## Titoli e riconoscimenti
- Pro Wrestling Illustrated
  - 85º tra i 500 migliori wrestler singoli nella PWI 500 (2018)